# Paul Carl Eduard Ziegler

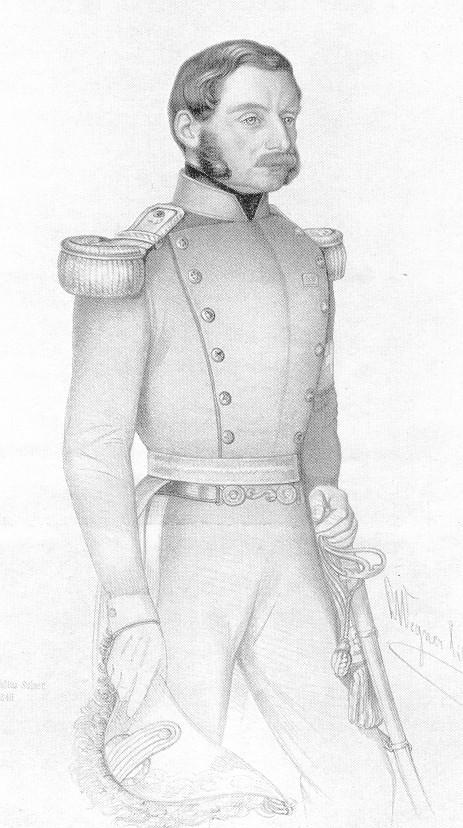
Porträt aus dem 19. Jahrhundert

Paul Carl Eduard Ziegler (* 11. Dezember 1800 in Sterzing; † 21. August 1882 in Zürich) war ein Schweizer Politiker und Militär.

## Biografie
Ziegler stammte aus einem alten Rats- und Zunftgeschlecht der Stadt Zürich. Er wurde während der Koalitionskriege in Sterzing geboren, während sein Vater, Jakob Christoph Ziegler im Regiment Bachmann im Engadin gegen die Franzosen kämpfte. 1815 trat er bei der Formation des Regiments seines Vaters in niederländische Dienste ein. In diesem stieg er bis 1821 zum Bataillonsadjutanten auf. 1829 verliess er im Rang eines Hauptmanns die niederländische Armee und kehrte in die Schweiz zurück. In Zürich wurde er zum Oberstleutnant und Bataillonskommandanten ernannt.
1831 wurde Ziegler Mitglied des Stadtrats (bis 1837) und im folgenden Jahr des Grossen Rates des Kantons Zürich (bis 1868). 1832 legte er seine militärischen Funktionen nieder, um gegen die politischen Entwicklungen in Zürich zu protestieren. Trotzdem war er allgemein als «Oberst Ziegler» bekannt. Politisch war Ziegler den Konservativen zuzuordnen.
1837 wurde Ziegler Stadtpräsident von Zürich (1837–1840). Während des Züriputsch 1839 bewahrte Ziegler zunächst eine abwartende Haltung und hielt die Ordnung in Zürich aufrecht. Er bot auf Weisung der liberalen Regierung auch das städtische Militär gegen die anrückende Landbevölkerung auf, setzte dieses aber nicht ein und trug damit massgeblich zum Sturz der liberalen Kantonsregierung bei. Die konservative provisorische Regierung ernannte ihn deswegen zum Platzkommandanten der Truppen in der Stadt Zürich.
Nach dem Putsch wurde Ziegler 1840 in die Regierung des Kantons Zürich gewählt und blieb bis 1866 Regierungsrat der Konservativen des Kantons Zürich. Als solcher war er für die Bereiche Polizei und Militär zuständig. Nachdem er 1844 Oberst der eidgenössischen Truppen geworden war, kommandierte Ziegler im Sonderbundskrieg die 4. eidgenössische Division und entschied das Gefecht bei Gisikon für die Bundestruppen.
Während der Badischen Revolution war er Generalstabschef, 1856 und 1859 Divisionskommandant bei den Grenzbesetzungen. 1848 bis 1855 sowie 1860 bis 1866 vertrat Ziegler den Kanton Zürich im Nationalrat. 1861 unterlag er bei der Bundesratswahl für die Nachfolge von Jonas Furrer deutlich dem ebenfalls aus dem Kanton Zürich stammenden Ständerat Jakob Dubs.

## Familie
Am 1. September 1834 heiratete Ziegler Johanna Louise Bodmer (1813–1895). Seine Tochter Luise heiratete 1875 den Dichter Conrad Ferdinand Meyer (1825–1898). Zieglers Sohn Alfred (1842–1890) lebte auf dem im Kanton Thurgau gelegenen Schloss Steinegg.